# Miconia cacumina
Miconia cacumina är en tvåhjärtbladig växtart som beskrevs av John Julius Wurdack. Miconia cacumina ingår i släktet Miconia och familjen Melastomataceae.
Artens utbredningsområde är Guyana. Inga underarter finns listade i Catalogue of Life.